# Cốc nhựa

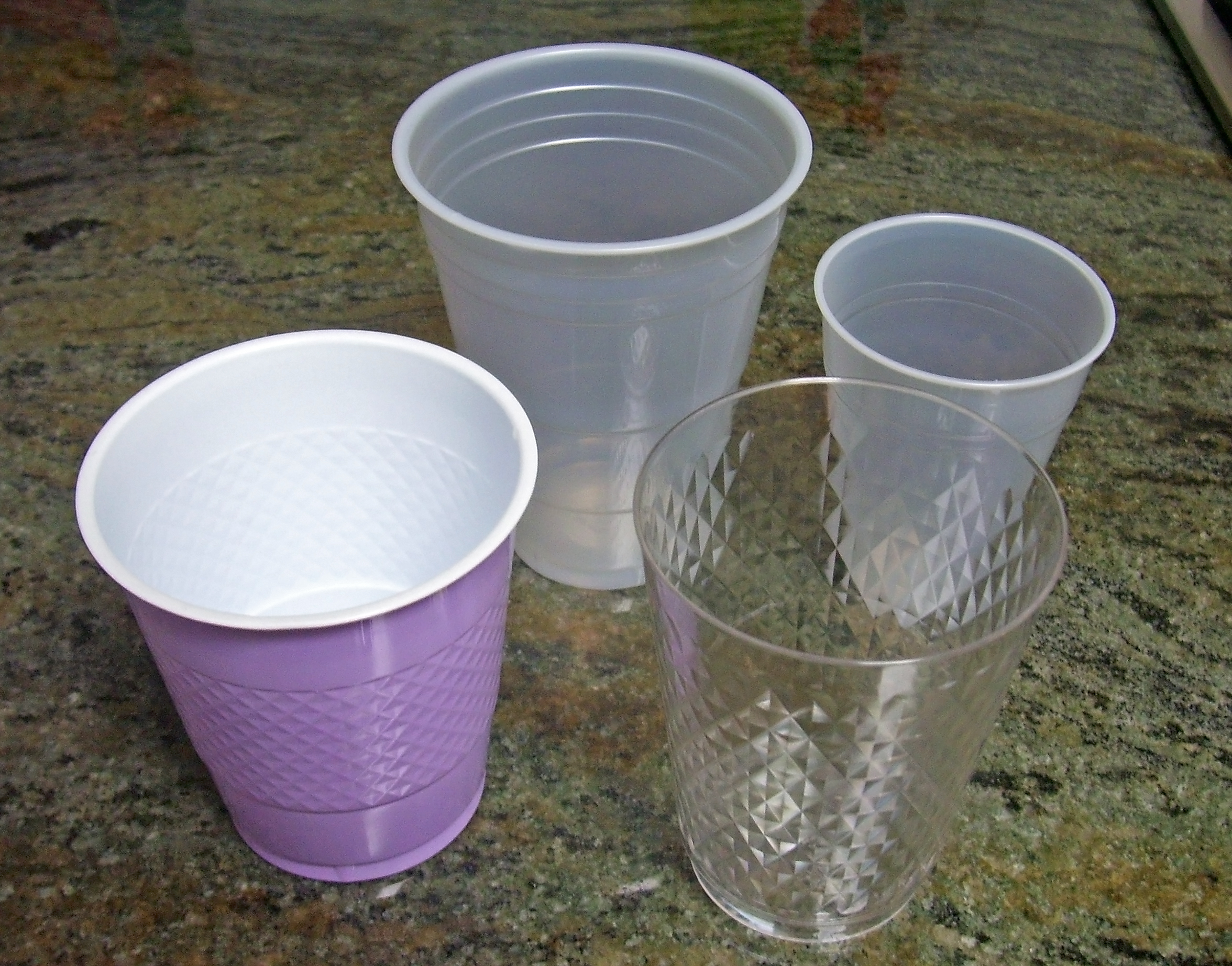
Cốc nhựa các loại

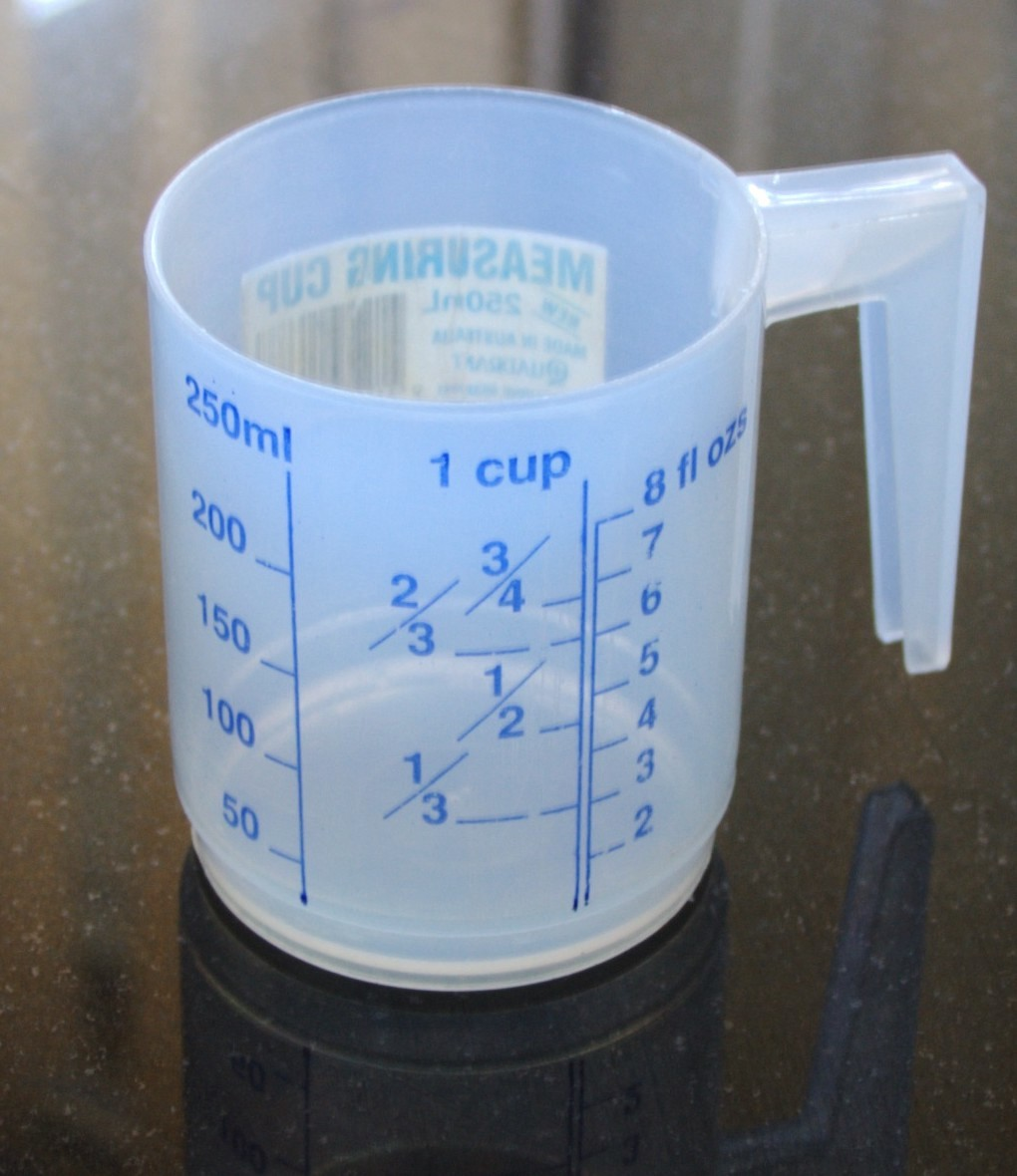
Một cốc đo bằng nhựa

Cốc nhựa là loại cốc làm từ nhựa hoặc chất dẻo. Nó thường được sử dụng như một vật chứa để chứa đồ uống. Một số loại có thể tái sử dụng trong khi một số khác chỉ có thể sử dụng một lần hoặc thải bỏ. Một số có thể nhìn xuyên thấu, trong khi một số khác thì không.

## Phân loại
Cốc nhựa có nhiều màu sắc, họa tiết và kích cỡ.

## Công dụng

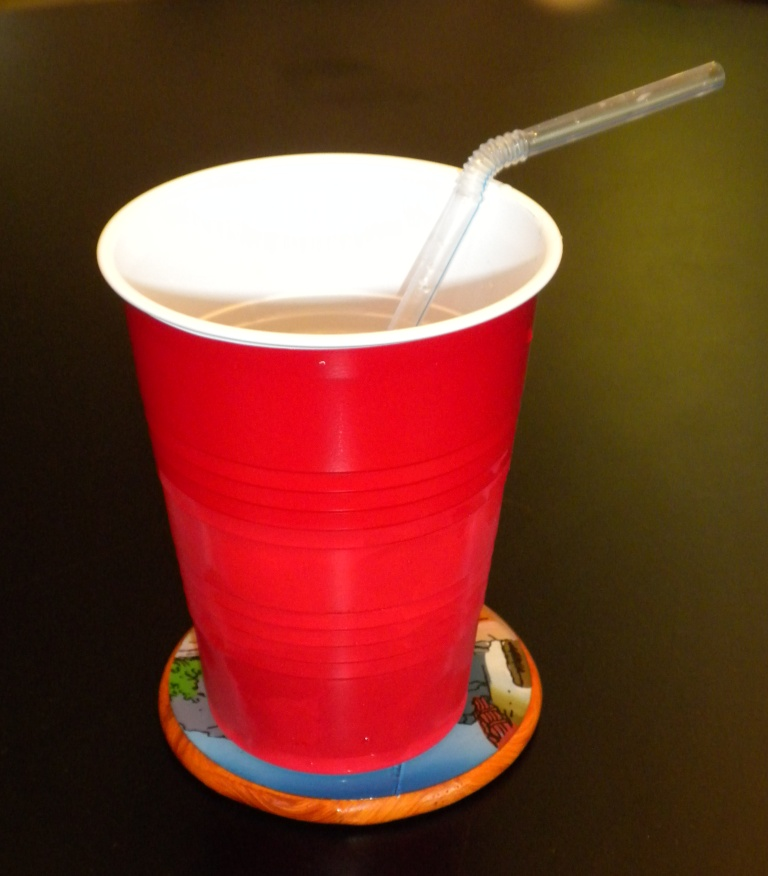
Một cốc nhựa màu đỏ với ống hút

Cốc nhựa thường được sử dụng trong các buổi tụ họp, khi người ta cảm thấy bất tiện với việc vệ sinh sau bữa tiệc, vì nhiều lý do như vị trí hoặc số lượng khách. Cốc nhựa có thể được sử dụng để lưu trữ hầu hết các chất lỏng, nhưng chất lỏng nóng có thể làm tan chảy hoặc cong vênh vật liệu.

## Vấn đề môi trường
Hầu hết các cốc nhựa được thiết kế để sử dụng một lần và sau đó sẽ được đem đi xử lý hoặc tái chế. Một bản kiểm kê so sánh vòng đời giữa cốc giấy và cốc nhựa cho thấy các tác động môi trường của cả hai đều ngang nhau.
Quá trình sản xuất 1 tấn cốc nhựa sẽ thải ra 61 kg khí nhà kính.
Sự lựa chọn giữa cốc giấy và cốc nhựa có liên quan đến tuổi thọ của vật phẩm sau khi sử dụng. Một cốc giấy có thể phân hủy sinh học nhanh hơn cốc xốp hoặc cốc nhựa. Nói chung, các tông hoặc giấy mất từ một đến ba tháng để phân hủy sinh học, vì có tới 95% vật liệu được làm bằng dăm gỗ. Một cốc nhựa có thể mất tới 90 năm để phân hủy sinh học, tùy thuộc vào loại nhựa.
Cốc nhựa được làm bằng dầu, đây không phải là nguồn tài nguyên tái tạo, nhưng cốc giấy có thể được lấy từ các khu rừng nằm dưới sự quản lý bền vững.
Cốc nhựa, đặc biệt là những loại được làm bằng polystyrene, cũng có thể gây nguy hiểm cho sức khỏe vì hóa chất có thể ngấm vào đồ uống. Điều này có nhiều khả năng xảy ra với đồ uống ấm (sô cô la nóng, trà và cà phê) hơn là đồ uống lạnh.